# یاناکی و میلتون ماناکی
یاناکی و میلتون ماناکی (انگلیسی: Yanaki and Milton Manaki) دو برادر پیشگام در فیلم‌سازی و عکاسی بودند که نخستین دوربین فیلمی را به بالکان و امپراتوری عثمانی آوردند.
نخستین تجربهٔ فیلم‌سازی آنان، ساختِ فیلمی مستند از ریسندگی و بافتنی مادربزرگشان با عنوانِ «بافنده» بود که نخستین فیلم ساخته‌شده در شبه‌جزیرهٔ بالکان محسوب می‌شود و با استفاده از یک دوربین ۳۵ میلیمتری، تصویربرداری شد.
در سال ۱۹۰۴ آنها از زادگاهشان آودلا به بیتولا نقل مکان کردند و یک سال بعد، نخستین آتلیهٔ عکاسی هنری خود را در آن شهر برپا کردند. پس از شهرت تدریجی‌شان، کارل یکم در سال ۱۹۰۶ از آنها دعوت کرد تا در نمایشگاه سلطنتی بخارست حضور یابند که در آنجا، بابت آثار هنری‌شان، موفق به کسب مدال طلا شدند. بعدها این دو برادر، عکاس رسمی سلاطین امپراتوری عثمانی و در سال ۱۹۲۹، عکاس اختصاصی الکساندر یکم یوگسلاوی شدند.